# Ghitta Carellová

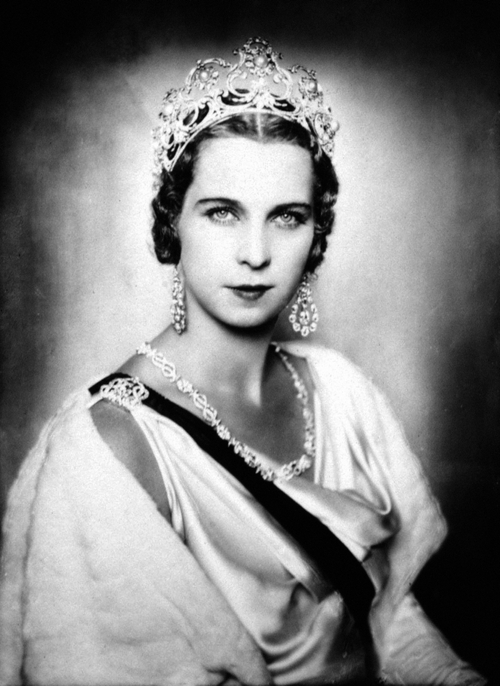
Carellová: Marie Josefa Belgická, 1946

Ghitta Carellová (nepřechýleně Ghitta Carell; 20. září 1899 – 18. ledna 1972) bylo profesionální jméno Ghitty Kleinové, naturalizované italské fotografky narozené v Maďarsku, která byla aktivní v letech 1930 až 1950. Proslavila se svými portréty, byla oblíbenou fotografkou mezi aristokracií a navzdory svému židovskému původu pomáhala vytvářet snímky využívané ve fašistické propagandě. Po pádu Mussoliniho zůstala v Itálii, ačkoli její pole vlivu bylo značně zmenšeno. Na konci 60. let emigrovala do Izraele, kde v tichosti zemřela. Její archivy, uchovávané nadací 3M, procestovaly celou Evropu a v 21. století došlo k oživení zájmu o hodnocení jejích technických dovedností.

## Raný život
Ghitta Kleinová se narodila 20. září 1899 v Szatmárském kraji v Maďarsku Lotti Sonnenbergové a Ignáci Kleinovi. Její otec byl židovský majitel továrny na boty a matka byla v domácnosti. Pravděpodobně studovala u fotografa Aladára Székelyho(hu) a poté odcestovala do Vídně a Lipska, aby se dále vzdělávala. Neformálně studovala takové mistry fotografie jako jsou například Josef Székely, Ergy Landau, Olga Máté, Nickolas Muray, József Pécsi(hu) nebo Ilka Révai. Její raný životopisný záznam je na informace řídký a spíše obsahoval detaily o původu z bohaté průmyslové rodiny, prestižním vzděláním a jejím „objevem“ poté, co přijela na dovolenou do Itálie a pořídila legendární fotografii dítěte, která se objevila po celé Itálii na fašistickém propagandistickém plakátu.

## Kariéra
V roce 1924 se Kleinová přestěhovala do Itálie a rychle se zapojila do skupiny maďarských umělců a intelektuálů žijících ve Florencii. Stala se známou portrétováním, kdy typicky používala ortochromatické desky ke ztlumení načervenalých odstínů pleti a dále zjemňovala obraz pomocí difúzních technik. Jako zkušená retušérka ve velké míře své fotografie vylepšovala, jako například doostření detailů, zvýšení kontrastu světla a použití techniky airbrush. Poté, co se naučila italsky, si kolem roku 1927 otevřela ateliér na adrese Viale Milton č. 13 ve Florencii a od této doby začala pořizovat portréty aristokratů. Její dílo z roku 1927 obsahuje podobizny hraběnky Anny Boutourline a Teresy Martini Marescotti a z roku 1928 pochází portrét baronky Bonacorsy Alliotti. Začala publikovat snímky v módních časopisech pod jménem Ghitta Carellová soutěžící s britskou fotografkou Evou Barrettovou o prostor v publikacích jako L'Illustrazione Italiana(it). Další často vyprávěný příběh byl o tom, že poté, co vyfotografovala Sophii Pruskou, řeckou královnu zabalenou v hermelínovém kabátku s černým závojem, který ji obepínal, byla Carellová pozvána, aby cestovala do Říma se Sophií, která ji představila královskému dvoru.
V Římě se Carellová stala fotografkou italské královské rodiny poté, co její fotografie Mafaldy Marie Savojské, pořízená v roce 1928, byla zveřejněna v březnu 1929 ve vydání Le Carnet Mondain. Kolem roku 1930 fotografovala dva z architektů fašistické propagandy, Margheritu Sarfatti a Marcella Piacentiniho. Sarfatti a Piacentini byly klíčové postavy při vytváření politické identity Benita Mussoliniho a jeho kulturní politiky. Pořídila fotografie, které byly shromážděny v albu rodinných příslušníků Sarfattiho a Piacentiniho. Pak v roce 1931 Carellová pořídila fotografie královny Marie Josefy Belgické a Mussoliniho, které byly uvedeny vedle fotografií pořízených Barrettovou v Le Carnet Mondain.
Ačkoli pokračovala v udržování studia ve Florencii, v roce 1930 se Carellová pevně usadila v Římě a v roce 1932 tam otevřela nové studio na adrese Piazza del Popolo č.p. 3. V roce 1933 zhotovila svatební fotografie Sarfattiho dcery Fiammetty pro Livia Gaetaniho a o dva roky později pořídila fotografie jejich prvního dítěte Roberta. Několik let poté, dokud Barrettová v roce 1937 neodešla do důchodu, byly obě ženy známé jako soupeřky pro stejné klienty. Ten rok Carellová nafotila sérii portrétů Mussoliniho, které byly zcela odlišné od předchozích snímků jeho v militaristickém postoji s rozhodným profilem. Na fotografiích Carellováové byl zobrazen v téměř hollywoodském lesku jako vytříbený intelektuál, přičemž jediným odkazem na politiku byl odznak Národní fašistické strany na klopě. V této době se Carellová plně etablovala jako jedna z nejvyhledávanějších fotografek v Římě.
Na začátku druhé světové války, v roce 1938, se Carellová dostala pod drobnohled policie, ale její vysoce postavené vztahy jí umožnily zůstat v zemi navzdory židovskému původu. Po skončení války pokračovala ve fotografování významných osobností společnosti a v roce 1959 se vzdala maďarského občanství a stala se naturalizovanou Italkou. Její poslední oficiální portrét byl papeže Jana XXIII. v roce 1960. V roce 1969, darovala asi 50 000 negativů svých archivů informačnímu centru Ferrania, které byly později sloučeny do nadace 3M Foundation Italia v Miláně a přesunuty do Izraele.

## Smrt a dědictví
Carellová zemřela 18. ledna 1972 v Haifě a jako ideologická fotografka byla z velké části zapomenuta nebo odmítnuta až do 21. století, kdy byla obnovena kritická analýza jejích technik. V roce 2011 vyšla biografie Ghitta Carell v maďarštině a v roce 2013 Roberto Dulio vydal biografii Un ritratto mondano. Fotografie Ghitty Carellové ve které znovu zkoumal její život. Po vydání každé knihy byla představena výstava jejích prací. Výstava v roce 2011, která byla také vystavena v Ženevě, začala prezentací v Maďarském národním muzeu, kdy byla díla Carellové poprvé vystavena v její rodné zemi. Výstava v Římě v roce 2013 zhodnotila vlivy Walta Disneyho a Hollywoodu na dílo Carellové.

## Galerie

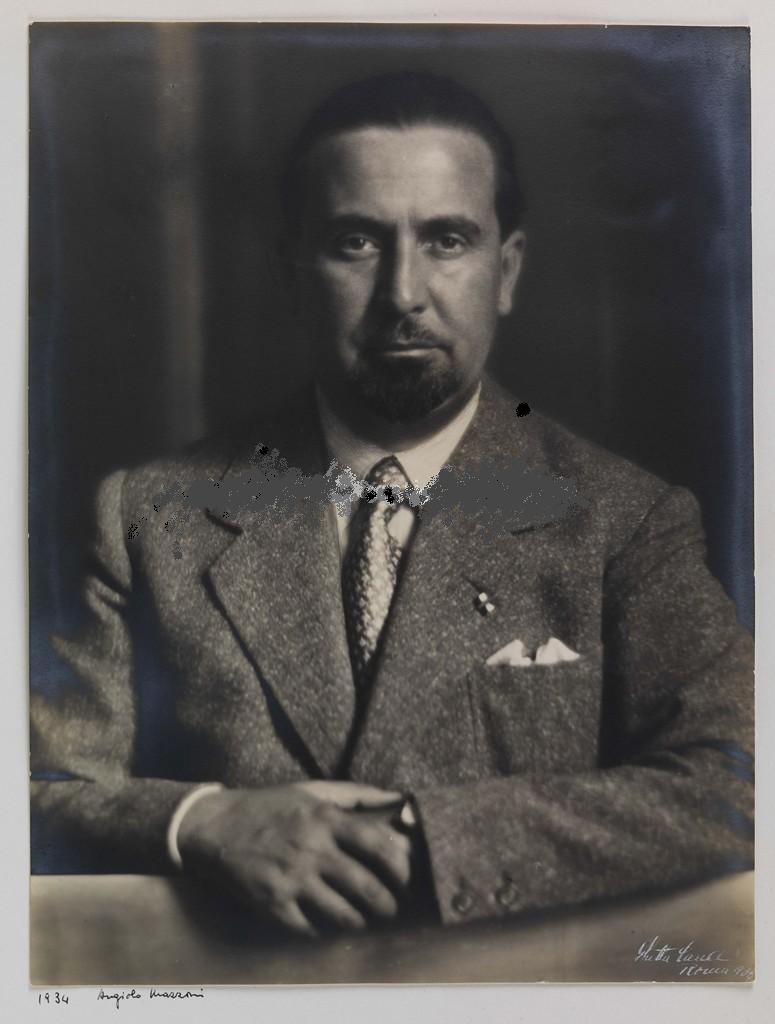
Angiolo Mazzoni
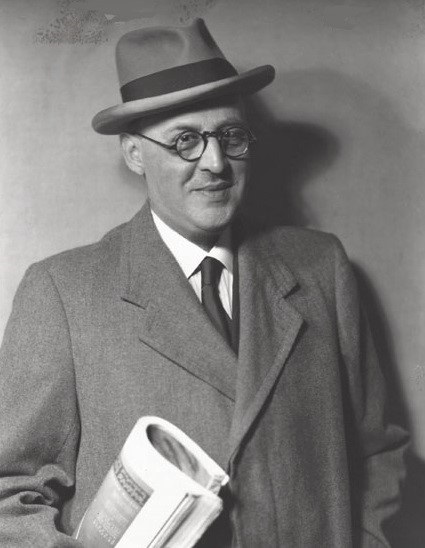
Antonio Muñoz Carell
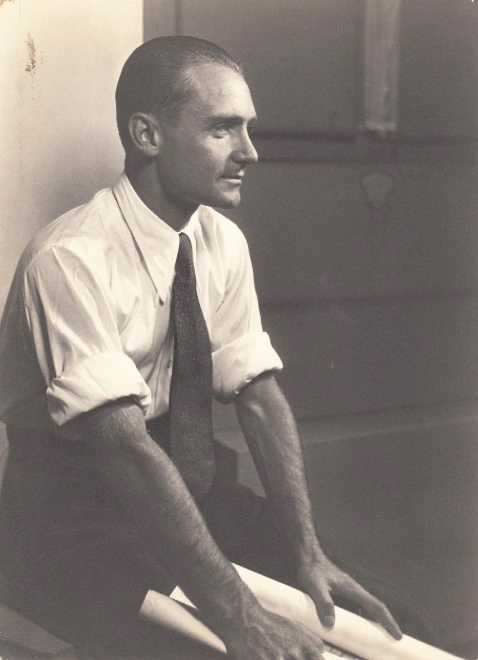
Eugenio Montuori (1936)
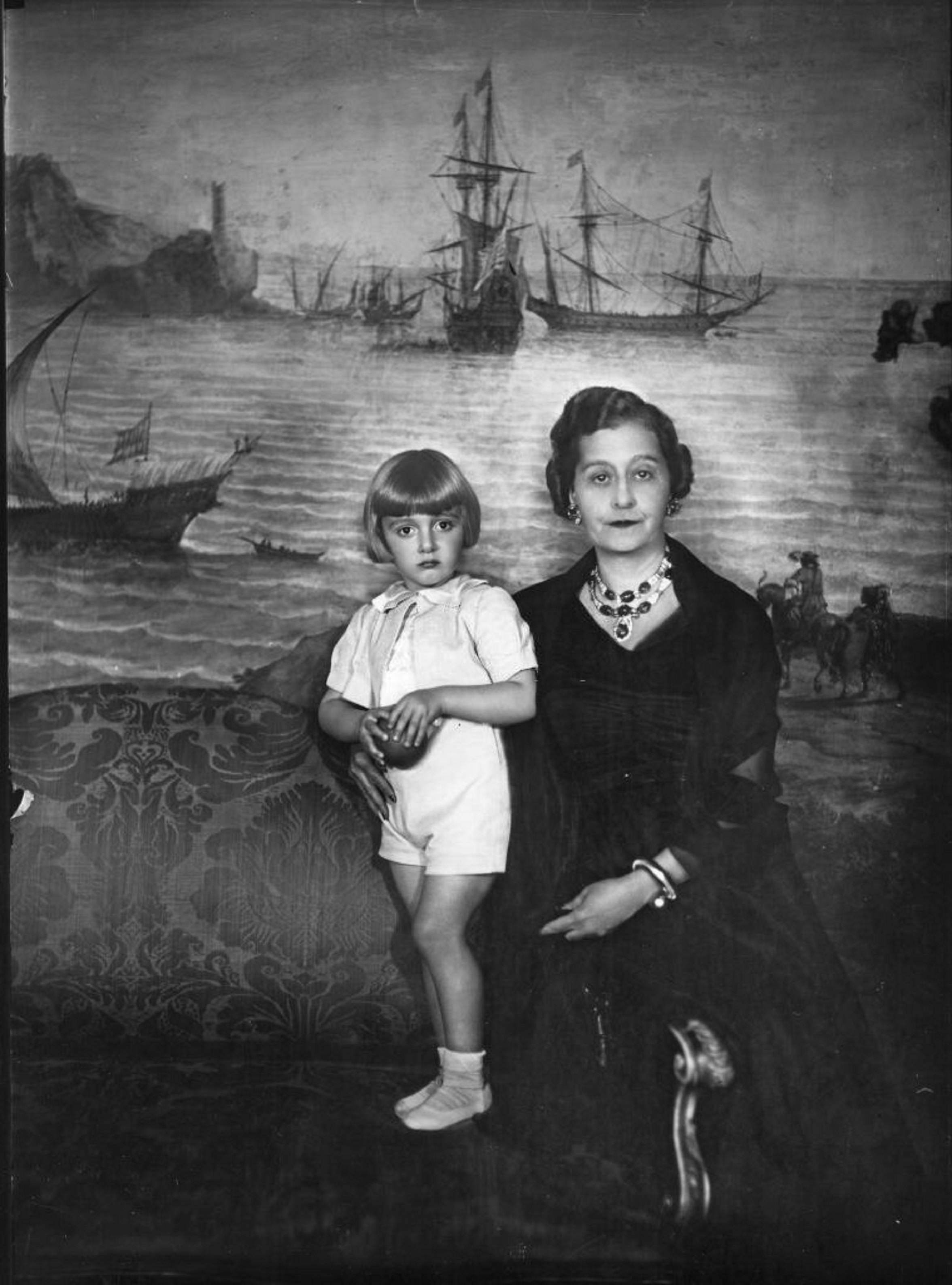
Isabelle Sursock assieme al Nipote il Principe Prospero Colonna
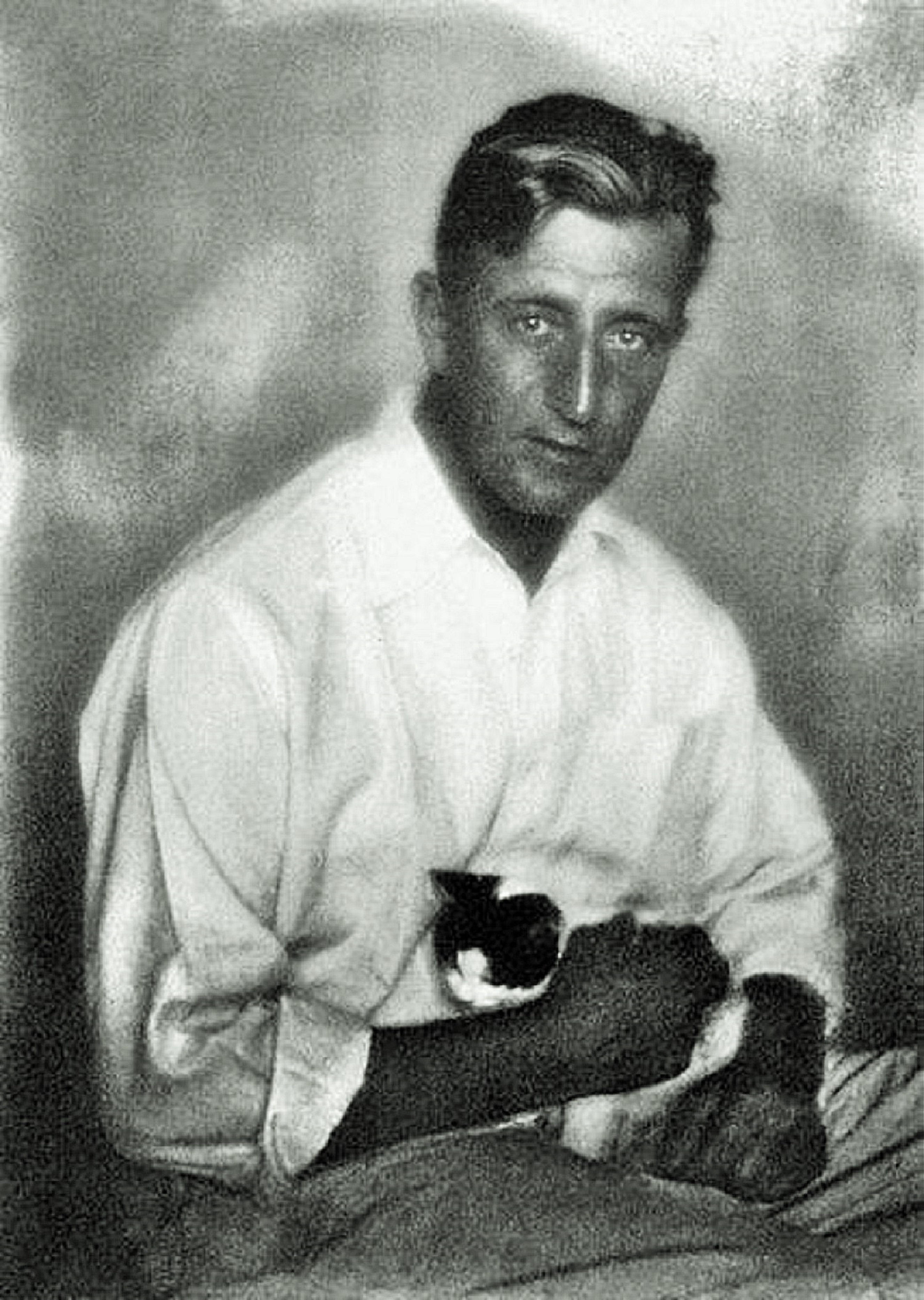
Piero Colonna
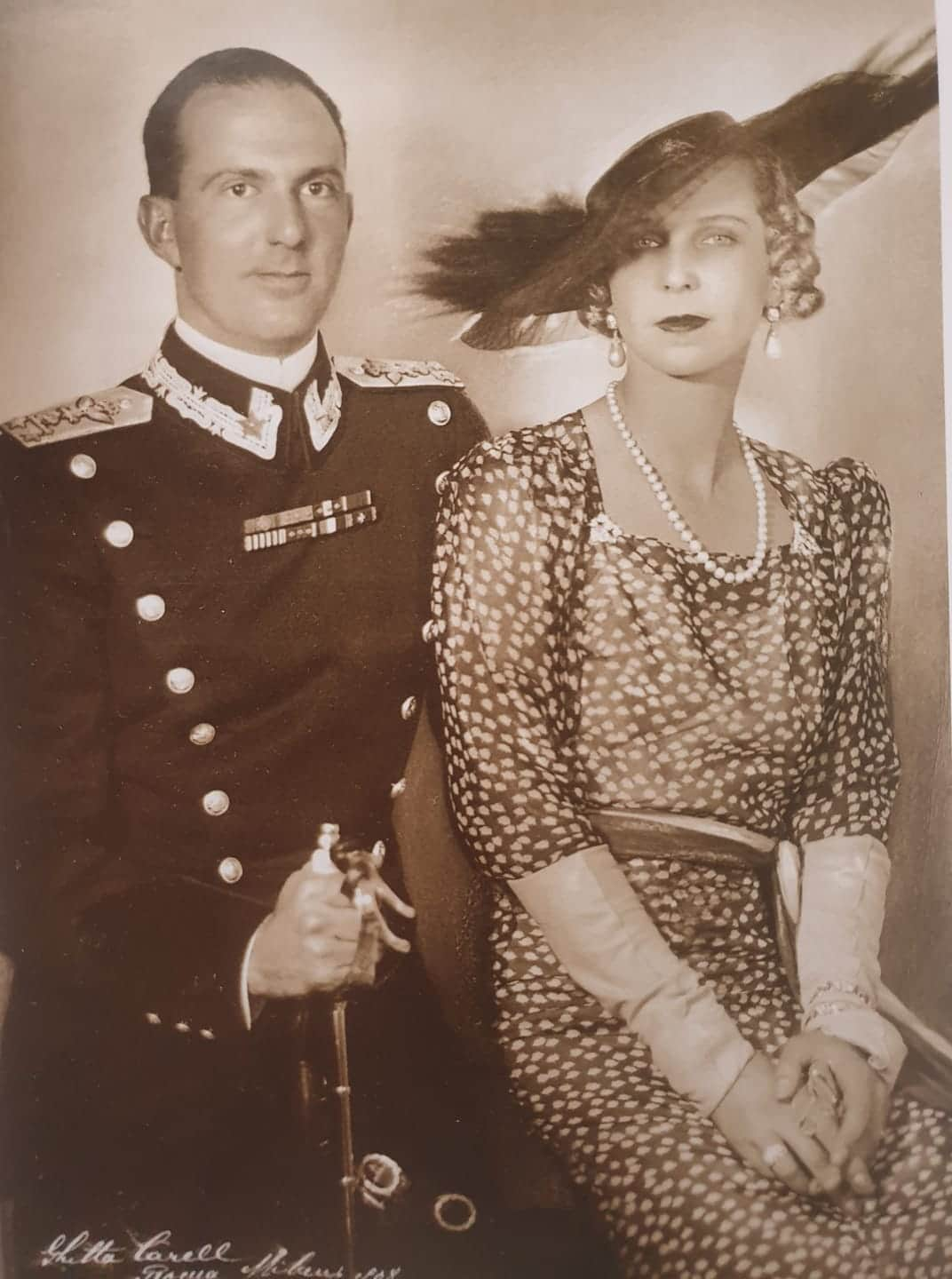
King Umberto II and Queen Marie-José of Italy
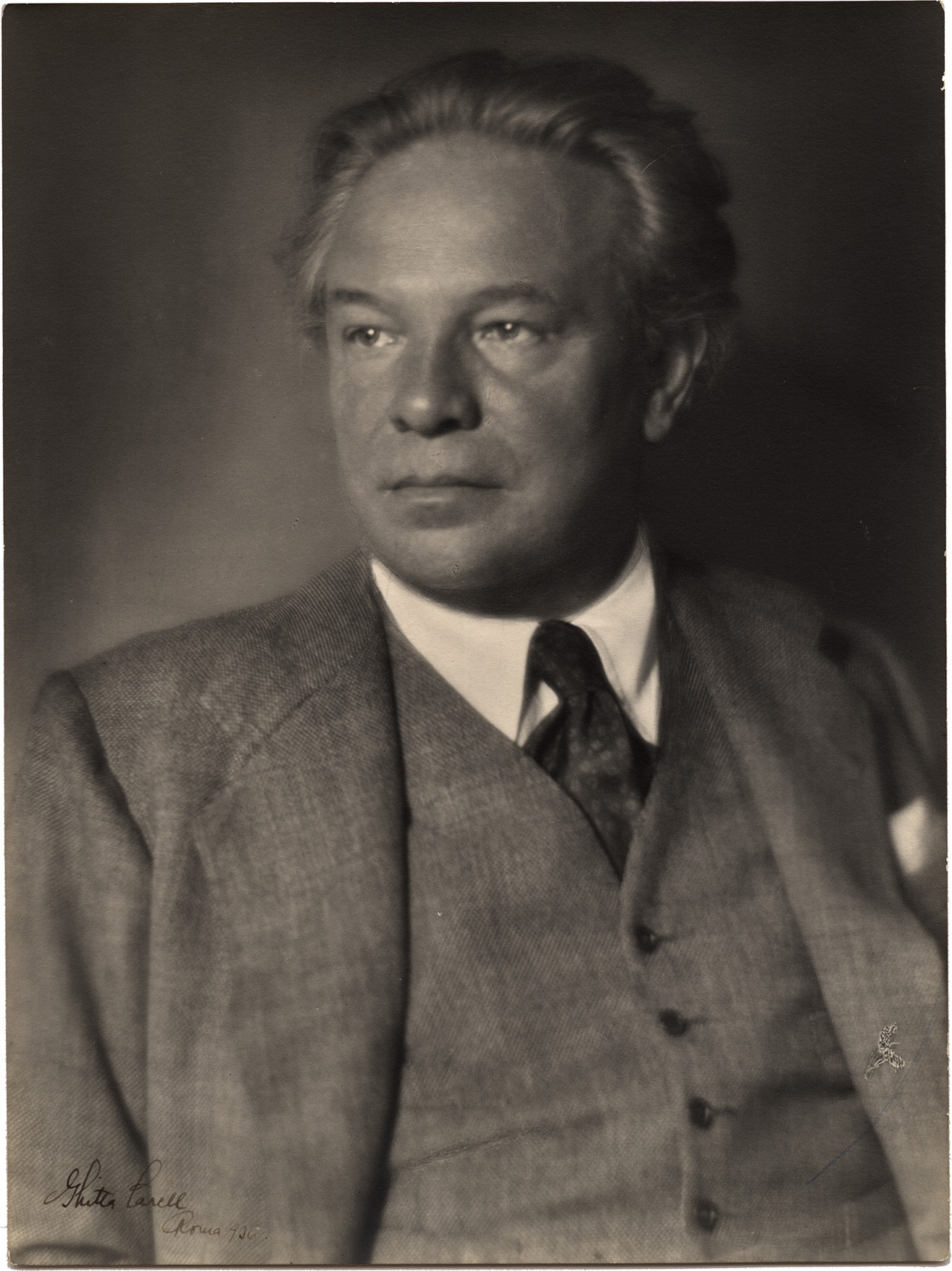
Ottorino Respighi (1936)
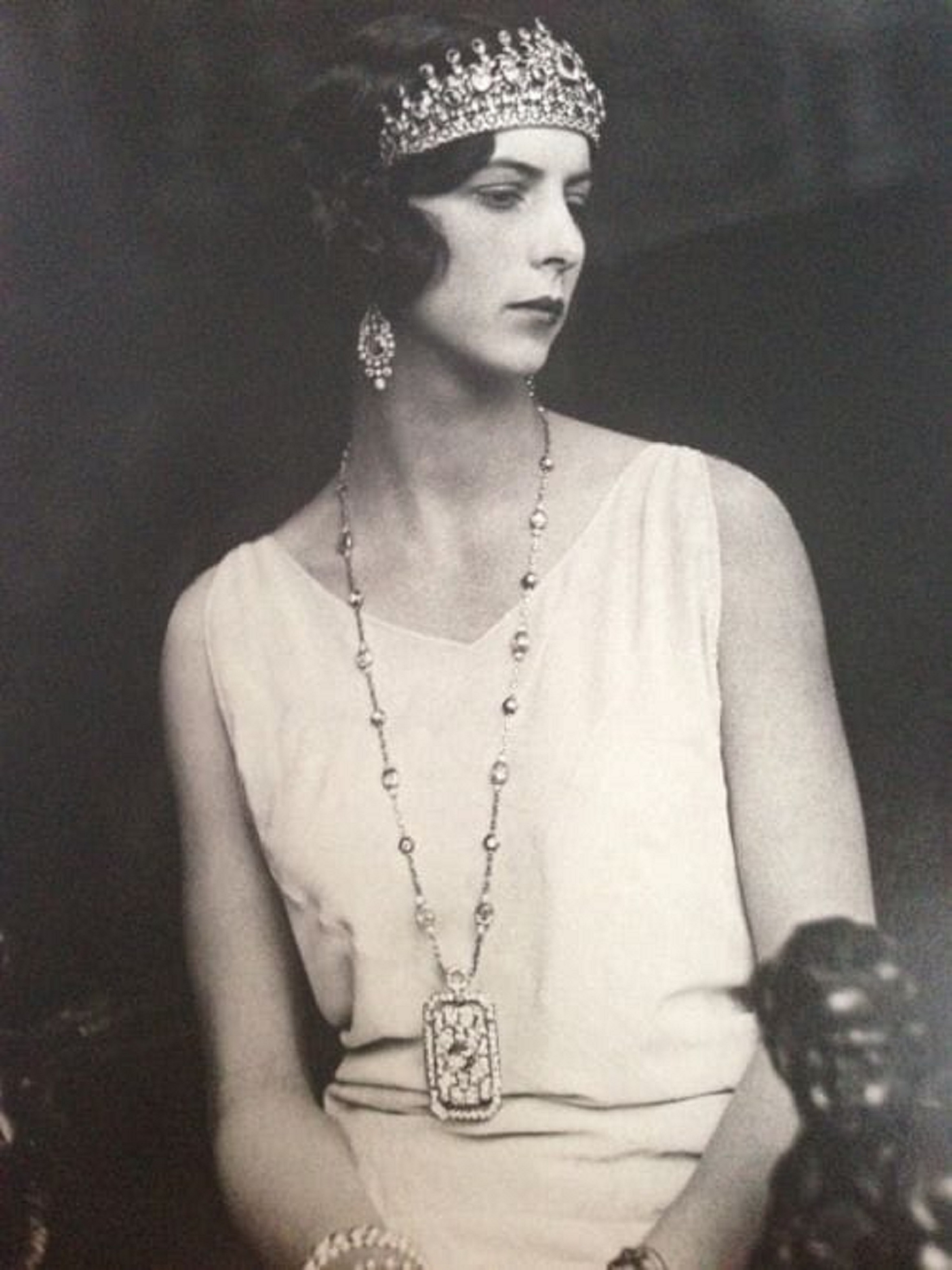
Countess Nicoletta Arrivabene Valenti Gonzaga
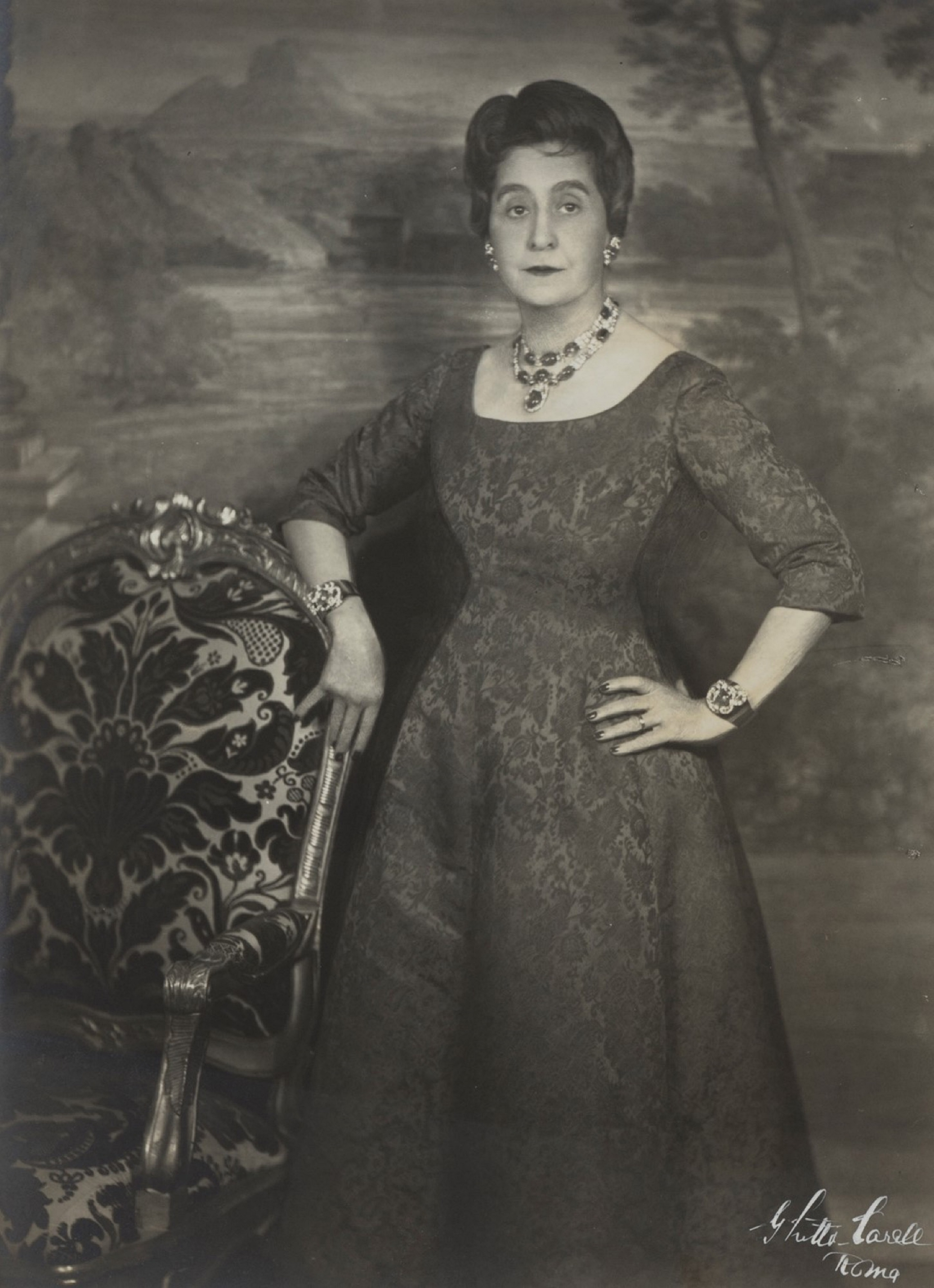
Isabelle Helen Sursock
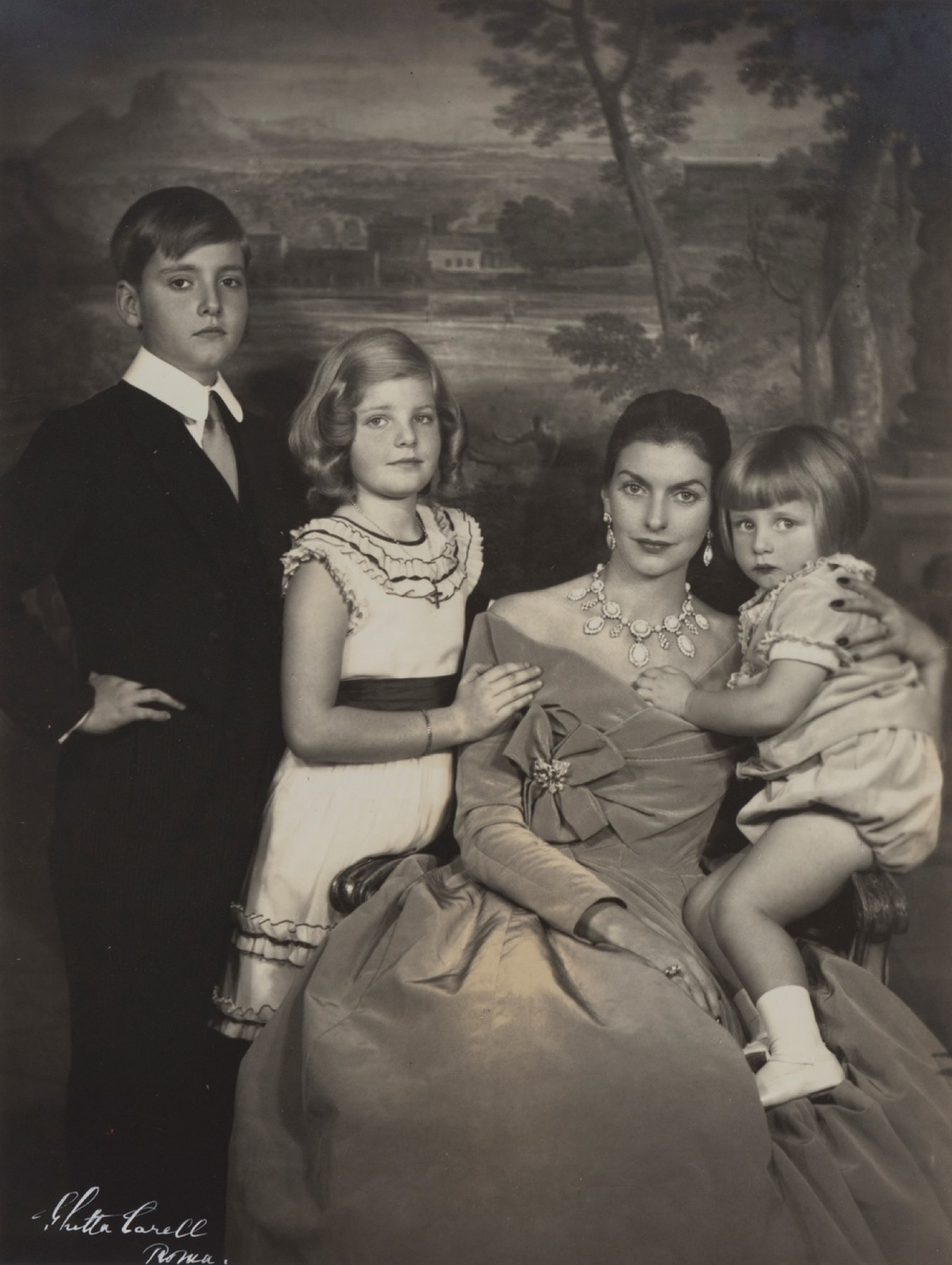
Princess Maria Milagros del Drago and Children
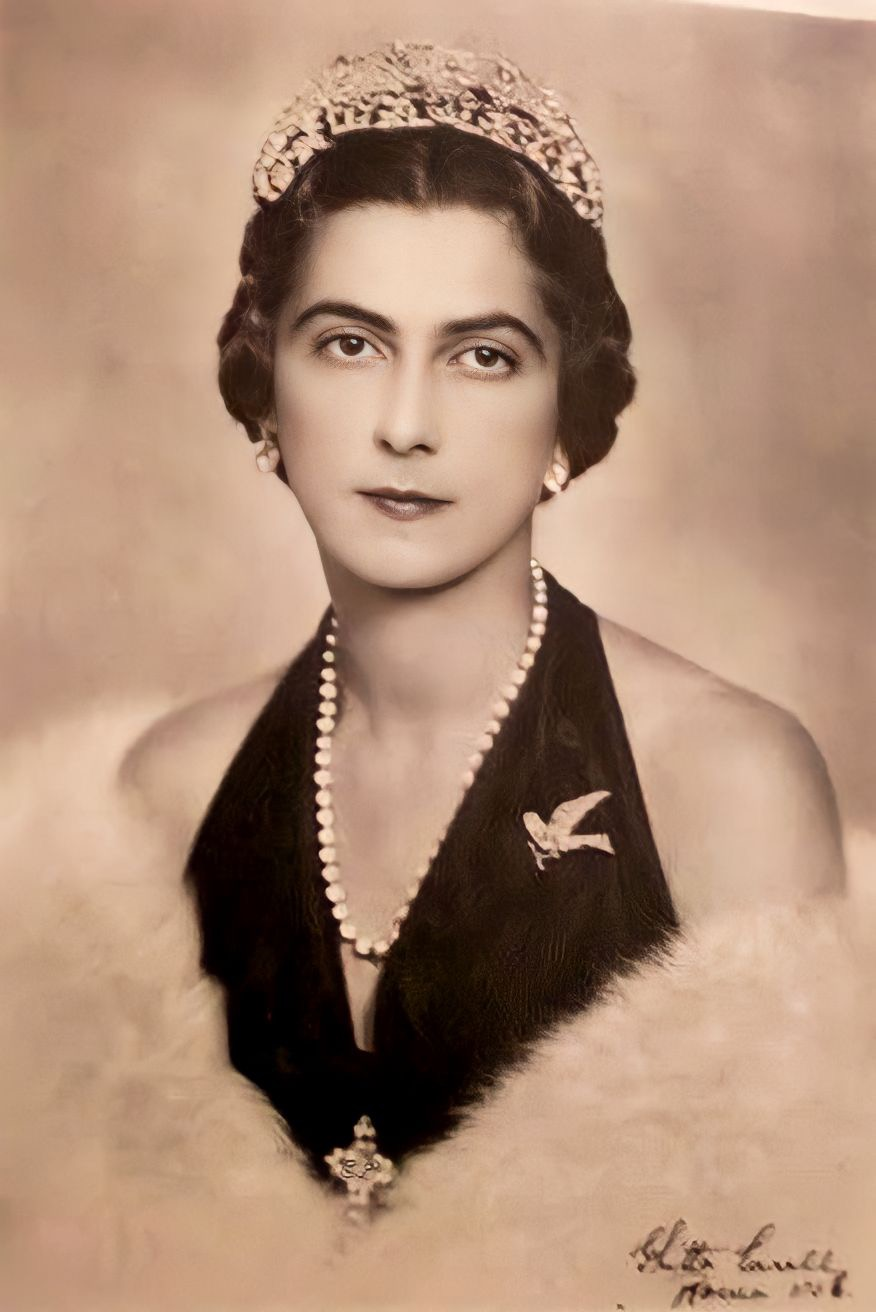
Princesa Iolanda Margatita di Savoia
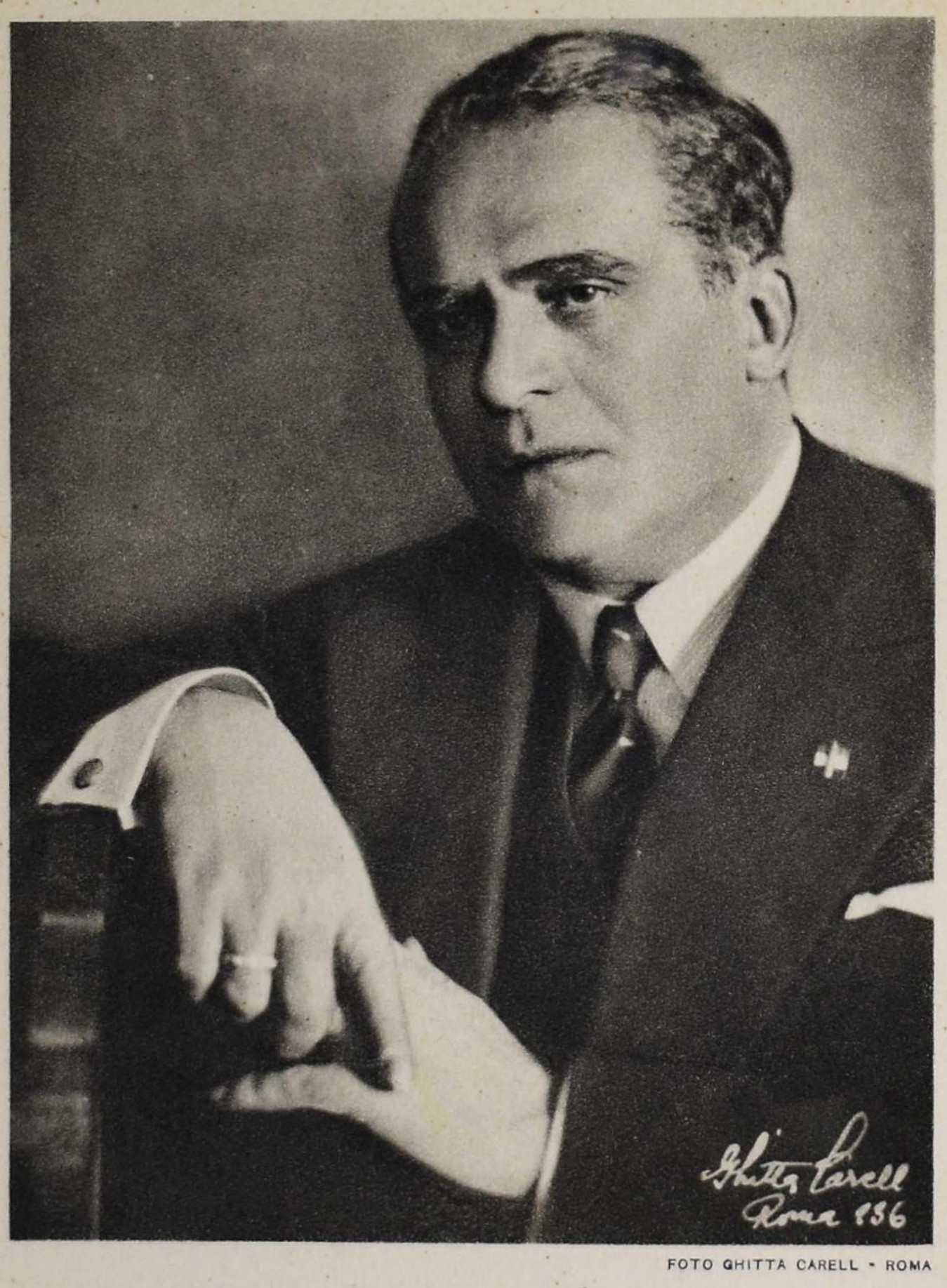
Umberto Notari (1878-1959)
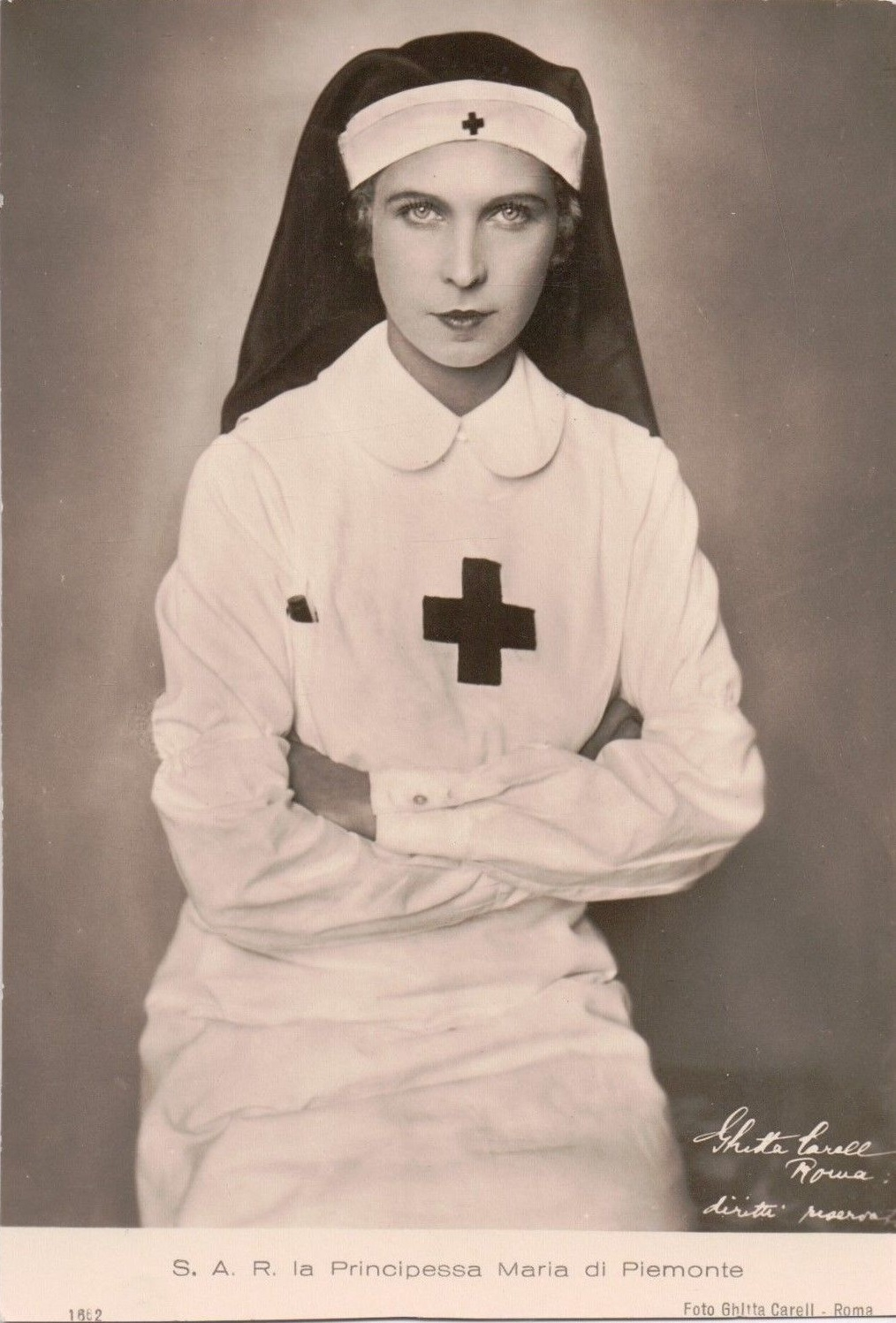
Marie José of Belgium - Queen of Italy